# مغامرات جميل
مغامرات جميل مسلسل كارتوني فرنسي يحكي قصة صبي صغير يستطيع ان يصغر حجمه ويرى حياة النمل والنحل عن كثب ويقضى مغامرات ممتعة وشيقة .